# Venice International University
Venice International University (VIU) es un centro internacional de educación superior e investigación situado en la isla de San Servolo, en Venecia, Italia. Fue fundada el 15 de diciembre de 1995 como un consorcio de cinco universidades y dos instituciones italianas. Desde su fundación, la Venice International University ha crecido hasta reunir actualmente 16 miembros:
- Boston College
- Universidad de Duke
- Ludwig-Maximilians-Universität
- Universidad de Tel Aviv
- Tongji University of Shanghái
- Tsinghua University of Pekín
- Ca' Foscari University of Venice
- Koç University
- University Iuav of Venice
- Universidad Autónoma de Barcelona
- Universidad de Waseda  de Tokio
- Universidad de Padua
- Universidad Europea de San Petersburgo
- Consiglio Nazionale delle Ricerche - CNR
- Ministero dell'Ambiente e della Tutela del Territorio e del Mare
- Provincia de Venecia

## SHSS - School of Humanities and Social Sciences
La School of Humanities and Social Sciences (SHSS) ofrece cursos universitarios, seminarios intensivos, actividades extra-curriculares y co-curriculares durante los dos semestres académicos (Otoño y Primavera) y escuelas de verano; celebrados cada año y abiertos a los estudiantes de las Universidades Miembro.

## TEDIS Center
TEDIS (Center for Studies on Technologies in Distributed Intelligence Systems) es un centro de investigación fundado en el seno de la Venice International University en 1999. En el centro se lleva a cabo investigación en innovación y competitividad, bajo la supervisión de un comité de gestión internacional. El TEDIS ha desarrollado también un programa de investigación conjunto en Distritos Industriales, Globalización y Cadenas de Valor Globales en cooperación con el Centro en Globalización, Gobernabilidad y Competitividad de la Duke University.
La investigación en el TEDIS se enfoca en cuatro áreas principales:
- Distritos Industriales, Tecnologías y Redes

- PYMES, Clusters locales e Internacionalización

- Creatividad, Diseño e Innovación

- Transporte, Logística y Gestión de Cadenas de Suministro

## TEN Center
El Centro de 'Thematic Environmental Networks' (TEN) es un centro de formación e investigación en el campo del medioambiente y desarrollo sostenible. En el año 2003, el Ministerio italiano de Medioambiente, Territorio y Mar seleccionó TEN Center como colaborador científico para la participación en el Capacity Building dentro del Programa Sino-Italiano de Cooperación para la Protección del Medioambiente, así como para el Curso de Sostenibilidad para países de Europa del Este, Asia Central y la región del Mar Negro.

## VIU Campus

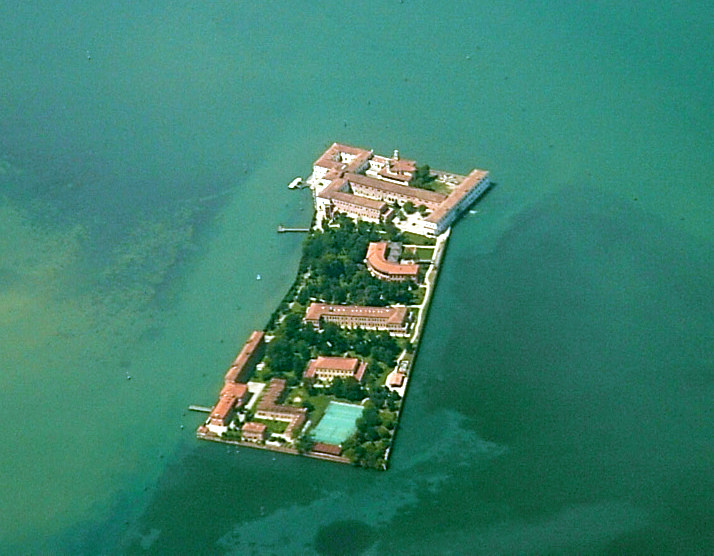
Vista aérea de la isla de San Servolo.

La Venice International University está situada en la isla de San Servolo, en edificios que fueron en su momento un monasterio, que luego fue convertido en un hospital militar y más tarde en un hospital psiquiátrico que fue finalmente desmantelado en 1985. En 1995 los edificios se sometieron a una restauración meticulosa y ahora la isla ofrece un parque con pistas deportivas, una cafetería, un bar y algunas obras de arte de artistas contemporanéos internacionales, como Kan Yasuda, Pietro Consagra, Fabrizio Plessi y Sandro Chia. Las instalaciones de la VIU incluyen aulas, salas para conferencias y seminarios, una biblioteca, salas de ordenadores y conexión wi-fi. Un servicio público de barco conecta la isla con el centro histórico de Venecia.